# 尾谷いずみ
尾谷 いずみ（おたに いずみ、1968年9月25日 - ）は、テレビ熊本（TKU）のアナウンサー。
熊本県天草市（旧・牛深市）出身。熊本県立天草高等学校、長崎外国語短期大学を卒業後、1991年にTKU入社。
2009年に放送された、川辺川ダム水没予定地の農家を追ったドキュメンタリー『土に生きる－ダム水没予定地・ある農民の手記－』のナレーションで、2010年のFNSアナウンス大賞を受賞した。TKUのアナウンサーが同賞を受賞するのは初めて。

## 担当番組

### 現在
- TKU Live News（メインキャスター）
- TKUニュース

### 過去
- TKUスーパーニュース（平日版第1期・平日版第2期メインキャスター）
- TKUスーパーニュースぴゅあピュア（2002年4月から2003年3月まで18時台キャスター、2008年9月29日放送よりメインキャスター、2009年3月30日放送より第2部キャスター）
- TKU みんなのニュース（メインキャスター）
- クイズ1万ジャック!
- TKUプライムニュース（メインキャスター）
- 1億2000万人の平成教育テレビ - 1992年にTKUの出張女子アナに出演。
- 1億2500万人の平成夏休みバラエティー - 1994年に前回最下位局から中継と○×王のリポーターを担当。